# Levasseur PL 2
Levasseur PL 2 – francuski pokładowy samolot torpedowy z okresu międzywojennego. 

## Historia
W związku z  planem budowy przez Francję lotniskowców na początku lat dwudziestych konstruktor Pierre Levasseur opracował samolot torpedowy przystosowany do stacjonowania i startu z lotniskowca. Swoją konstrukcję oparł na konstrukcjach brytyjskich samolotów pokładowych firmy Blackburn. 
Pierwszy prototyp samolotu, oznaczony jako PL 2 AT 1, został oblatany w listopadzie 1921, a drugi prototyp, oznaczony PL 2 AT 2, na początku 1922. Były to dwupłatowe, jednomiejscowe samoloty mogące przenosić jedną standardową torpedę kal. 400 mm. Mogły one startować zarówno z lotnisk lądowych jak i pokładu lotniskowca. Francuska Marynarka Wojenna zainteresowała się tym samolotem, lecz miały być to samoloty dwumiejscowe i miały mieć możliwość przenoszenia bomb. Zamówiła krótką serię – 9 samolotów, które miały mocniejszy silnik oraz zaczepy do przenoszenia bomb i kabinę dwuosobową. Tak opracowany samolot otrzymał oznaczenie PL 2. Po ich wybudowaniu w 1923 roku, zakończono ich produkcję.

## Użycie w lotnictwie
Seryjne samoloty Levasseur PL 2 w 1926 weszły w skład eskadry 7B2 stacjonującej na lotniskowcu Béarn. Znajdowały się na jej wyposażeniu do 1932 roku, kiedy zostały skasowane.

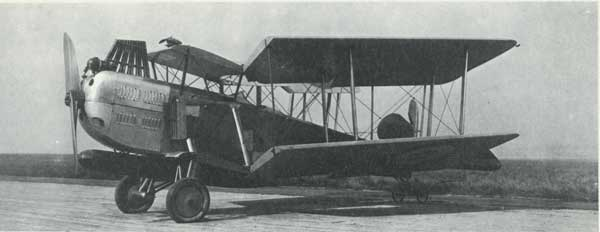
Samolot Levasseur PL 2 ze złożonymi skrzydłami

## Opis techniczny
Samolot Levasseur PL 2 był dwupłatem o konstrukcji mieszanej, była to konwencjonalna konstrukcja, z płatami o równej rozpiętości. Podwozie klasyczne – stałe z płozą ogonową. Wewnątrz kadłuba umieszczono specjalne zbiorniki wypornościowe, które w przypadku wodowania utrzymywały samolot na powierzchni. Skrzydła były składane, co umożliwiało umieszczanie samolotu w hangarach znajdujących się na okręcie. 